# Новокалманська сільська рада
Новокалма́нська сільська рада (рос. Новокалманский сельский совет) — сільське поселення у складі Усть-Калманського району Алтайського краю Росії.
Адміністративний центр — село Новокалманка.

## Населення
Населення — 514 осіб (2019; 637 в 2010, 975 у 2002).

## Склад
До складу сільської ради входять:
| Населений пункт    | Населення, осіб (2002) | Населення, осіб (2010) |
| ------------------ | ---------------------- | ---------------------- |
| Новокалманка, село | 838                    | 584                    |
| Новотроєнка, село  | 137                    | 53                     |